# شهرستان راسل (کنتاکی)
شهرستان راسل، کنتاکی (به انگلیسی: Russell County, Kentucky) یک سکونتگاه مسکونی در ایالات متحده آمریکا است که در کنتاکی واقع شده‌است.